# Мар'янов Андрій Самсонович
Андрій Самсонович Мар'янов (1890 — 1942, біля міста Брянська, тепер Російська Федерація) — радянський діяч, голова виконавчого комітету Миколаївської та Запорізької окружних рад.

## Життєпис
Член РСДРП (максималістів) у 1917—1918 роках.
У 1917 році — член виконавчого комітету Херсонської ради робітничих і солдатських депутатів. У грудні 1917 — 1918 року — член Херсонського військово-революційного комітету.
У 1918 році перебував на підпільній роботі на Херсонщині. 
Член РКП(б) з 1918 року.
У 1919 році — один із керівників Ради оборони Херсонської губернії, військовий комісар 3-ї стрілецької бригади 58-ї стрілецької дивізії. У 1920 році — військовий комісар 3-їстрілецької бригади 58-ї стрілецької дивізії; військовий комісар групи військ Херсонського напрямку.
У 1921—1923 роках — голова Єлизаветградської міської ради. З березня 1923 року — голова виконавчого комітету Єлизаветградської окружної ради.
У 1923—1924 роках — секретар виконавчого комітету Одеської губернської ради.
8 березня 1924 — 25 квітня 1925 року — голова виконавчого комітету Миколаївської окружної ради.
У 1927 — квітні 1929 року — голова виконавчого комітету Запорізької окружної ради.
Подальша доля невідома.
У 1941—1942 роках служив у Червоній армії, учасник німецько-радянської війни. Загинув у 1942 році біля міста Брянська.